# أندي برات
أندي برات (بالإنجليزية: Andy Pratt)‏ هو مغني ومغن مؤلف أمريكي، ولد في 25 يناير 1947 في بوسطن في الولايات المتحدة.

## وصلات خارجية
- الموقع الرسمي
- أندي برات على موقع IMDb (الإنجليزية)
- أندي برات على موقع ميوزك برينز (الإنجليزية)
- أندي برات على موقع أول ميوزيك (الإنجليزية)
- أندي برات على موقع ديسكوغز (الإنجليزية)